# Колодезьки
Колодезьки (укр. Колодязьки) — село на Украине, основано в 1929 году, находится в Коростышевском районе Житомирской области.
Население по переписи 2001 года составляет 118 человек. Почтовый индекс — 12525. Телефонный код — 4130. Занимает площадь 0,463 км².

## Адрес местного совета
12525, Житомирская область, Коростышевский р-н, с.Стрижёвка